# Lithacodia cupreofuscoides
Lithacodia cupreofuscoides là một loài bướm đêm trong họ Noctuidae.